# Clasificación de Conmebol para la Copa Mundial de Fútbol de 1990
Para la Copa Mundial de Fútbol de 1990 de Italia, la Conmebol dispuso de 3,5 plazas de un total de 24, incluyendo a Argentina —ya clasificada por ser la campeona del Mundial de 1986—. Las nueve selecciones de la región formaron tres grupos para disputar los 2,5 cupos restantes. Los ganadores de los grupos 1 y 3 clasificaron directamente al Mundial, mientras que el ganador del grupo 2 (que obtuvo en la tabla general el menor puntaje de los primeros de cada grupo) jugó un repechaje con el ganador de la eliminatoria de Oceanía por otra plaza en el Mundial.
En la fase de clasificación en Sudamérica, hubo un incidente: en medio del partido entre Brasil y Chile, una bengala cayó cerca del guardameta chileno Roberto Rojas, quien simuló una lesión. Su selección se negó a seguir jugando, en ese momento iba perdiendo por un gol. Sin embargo, el portero no tardó en ser descubierto y como resultado fue aplicada una suspensión a los implicados y se descalificó a Chile del torneo de 1994.
A la selección de Argentina se sumaron los seleccionados de Brasil, Uruguay (por diferencia de goles) y Colombia (quien no clasificaba desde el Mundial de 1962). Los colombianos accedieron al disputar un repechaje contra Israel, en cuyos dos partidos solo se registró un gol. Israel había encabezado un grupo en el que estaban los representantes de Oceanía: Australia y Nueva Zelanda.

## Grupo 1
| Selección | Ptos. | PJ | PG | PE | PP | GF | GC | Dif. |
| --------- | ----- | -- | -- | -- | -- | -- | -- | ---- |
| Uruguay   | 6     | 4  | 3  | 0  | 1  | 7  | 2  | 5    |
| Bolivia   | 6     | 4  | 3  | 0  | 1  | 6  | 5  | 1    |
| Perú      | 0     | 4  | 0  | 0  | 4  | 2  | 8  | –6   |

### Partidos
| 20-8-1989 | Bolivia                         | 2-1 | Perú          | Estadio Hernando Siles, La Paz                            |                                                           |
|           | Melgar 45' (pen.) · Ramallo 53' |     | Del Solar 43' | Asistencia: 43 000 espectadores Árbitro(s): Armando Pérez | Asistencia: 43 000 espectadores Árbitro(s): Armando Pérez |

| 27-8-1989 | Perú | 0-2 | Uruguay                  | Estadio Nacional, Lima                                      |                                                             |
|           |      |     | Sosa 46' · Alzamendi 69' | Asistencia: 45 000 espectadores Árbitro(s): Carlos Espósito | Asistencia: 45 000 espectadores Árbitro(s): Carlos Espósito |

| 3-9-1989 | Bolivia                         | 2-1 | Uruguay  | Estadio Hernando Siles, La Paz                                    |                                                                   |
|          | Domínguez 38' (a.g.) · Peña 47' |     | Sosa 49' | Asistencia: 52 000 espectadores Árbitro(s): José Vergara Guerrero | Asistencia: 52 000 espectadores Árbitro(s): José Vergara Guerrero |

| 10-9-1989 | Perú         | 1-2 | Bolivia                   | Estadio Nacional, Lima                                  |                                                         |
|           | Gonzales 53' |     | Montaño 45' · Sánchez 77' | Asistencia: 9500 espectadores Árbitro(s): Carlos Maciel | Asistencia: 9500 espectadores Árbitro(s): Carlos Maciel |

| 17-9-1989 | Uruguay                    | 2-0 | Bolivia | Estadio Centenario, Montevideo                            |                                                           |
|           | Sosa 31' · Francescoli 39' |     |         | Asistencia: 70 000 espectadores Árbitro(s): Gastón Castro | Asistencia: 70 000 espectadores Árbitro(s): Gastón Castro |

| 24-9-1989 | Uruguay      | 2-0 | Perú | Estadio Centenario, Montevideo                                  |                                                                 |
|           | Sosa 45' 58' |     |      | Asistencia: 57 000 espectadores Árbitro(s): José Roberto Wright | Asistencia: 57 000 espectadores Árbitro(s): José Roberto Wright |

## Grupo 2
| Selección | Ptos. | PJ | PG | PE | PP | GF | GC | Dif. |
| --------- | ----- | -- | -- | -- | -- | -- | -- | ---- |
| Colombia  | 5     | 4  | 2  | 1  | 1  | 5  | 3  | 2    |
| Paraguay  | 4     | 4  | 2  | 0  | 2  | 6  | 7  | –1   |
| Ecuador   | 3     | 4  | 1  | 1  | 2  | 4  | 5  | –1   |

### Partidos
| 20-8-1989 | Colombia        | 2-0 | Ecuador | Estadio Metropolitano, Barranquilla                              |                                                                  |
|           | Iguarán 32' 72' |     |         | Asistencia: 65 000 espectadores Árbitro(s): Romualdo Arppi Filho | Asistencia: 65 000 espectadores Árbitro(s): Romualdo Arppi Filho |

| 27-8-1989 | Paraguay                            | 2-1 | Colombia    | Estadio Defensores del Chaco, Asunción                   |                                                          |
|           | Ferreira 48' · Chilavert 90' (pen.) |     | Iguarán 87' | Asistencia: 60 000 espectadores Árbitro(s): Hernán Silva | Asistencia: 60 000 espectadores Árbitro(s): Hernán Silva |

| 3-9-1989 | Ecuador | 0-0 | Colombia | Estadio Monumental, Guayaquil                                |  |
|          |         |     |          | Asistencia: 55 000 espectadores Árbitro(s): Ricardo Calabria |  |

| 10-9-1989 | Paraguay                   | 2-1 | Ecuador    | Estadio Defensores del Chaco, Asunción                         |                                                                |
|           | Cabañas 36' · Ferreira 67' |     | Avilés 84' | Asistencia: 60 000 espectadores Árbitro(s): José Ramírez Calle | Asistencia: 60 000 espectadores Árbitro(s): José Ramírez Calle |

| 17-9-1989 | Colombia                    | 2-1 | Paraguay    | Estadio Metropolitano, Barranquilla                                |                                                                    |
|           | Iguarán 56' · Hernández 67' |     | Mendoza 45' | Asistencia: 40 000 espectadores Árbitro(s): Juan Daniel Cardellino | Asistencia: 40 000 espectadores Árbitro(s): Juan Daniel Cardellino |

| 24-9-1989 | Ecuador                                  | 3-1 | Paraguay  | Estadio Monumental, Guayaquil                                    |                                                                  |
|           | Aguinaga 26' · Marsetti 72' · Avilés 82' |     | Neffa 18' | Asistencia: 18 000 espectadores Árbitro(s): Arnaldo Cézar Coelho | Asistencia: 18 000 espectadores Árbitro(s): Arnaldo Cézar Coelho |

## Grupo 3
En esta zona sucedieron varios hechos polémicos. Uno es la pérdida de localía por parte de Chile para su partido con Venezuela. El otro es el Maracanazo de la selección chilena o Bengalazo, y sus posteriores sanciones.
| Selección | Ptos. | PJ | PG | PE | PP | GF | GC | Dif. |
| --------- | ----- | -- | -- | -- | -- | -- | -- | ---- |
| Brasil    | 7     | 4  | 3  | 1  | 0  | 13 | 1  | +12  |
| Chile     | 5     | 4  | 2  | 1  | 1  | 9  | 4  | +5   |
| Venezuela | 0     | 4  | 0  | 0  | 4  | 1  | 18 | –17  |

### Partidos
| 30-7-1989 | Venezuela | 0-4 | Brasil                                   | Estadio Brígido Iriarte, Caracas                        |                                                         |
|           |           |     | Branco 5' · Romário 65' · Bebeto 79' 81' | Asistencia: 20 000 espectadores Árbitro(s): René Ortubé | Asistencia: 20 000 espectadores Árbitro(s): René Ortubé |

| 6-8-1989 | Venezuela     | 1-3 | Chile                         | Estadio Brígido Iriarte, Caracas                              |                                                               |
|          | Fernández 65' |     | Aravena 5' 33' · Zamorano 71' | Asistencia: 13 000 espectadores Árbitro(s): Antenor Montalván | Asistencia: 13 000 espectadores Árbitro(s): Antenor Montalván |

| 13-8-1989 | Chile     | 1-1 | Brasil              | Estadio Nacional, Santiago                             |                                                        |
|           | Basay 81' |     | González 56' (a.g.) | Asistencia: 60 697 espectadores Árbitro(s): Jesús Díaz | Asistencia: 60 697 espectadores Árbitro(s): Jesús Díaz |

| 20-8-1989 | Brasil                                                 | 6-0 | Venezuela | Estádio do Morumbi, São Paulo                                |                                                              |
|           | Careca 10' 17' 80' 86' · Silas 37' · Acosta 39' (a.g.) |     |           | Asistencia: 106 462 espectadores Árbitro(s): Ernesto Filippi | Asistencia: 106 462 espectadores Árbitro(s): Ernesto Filippi |

| 27-8-1989 | Chile                                                  | 5-0 | Venezuela | Estadio Malvinas Argentinas, Mendoza, Argentina          |                                                          |
| | Letellier 14' 34' 69' · Yáñez 44' · Vera Rodríguez 84' |     |           | Asistencia: 19 000 espectadores Árbitro(s): Elías Jácome | Asistencia: 19 000 espectadores Árbitro(s): Elías Jácome |
| El partido se jugó en Argentina porque Chile fue castigado por los disturbios ocurridos durante el partido entre Chile vs. Brasil. |                                                        |     |           |                                                          |                                                          |

| 3-9-1989 | Brasil     | 2-0 (acreditado) | Chile | Estádio do Maracanã, Río de Janeiro                              |                                                                  |
| | Careca 49' |                  |       | Asistencia: 141 072 espectadores Árbitro(s): Juan Carlos Loustau | Asistencia: 141 072 espectadores Árbitro(s): Juan Carlos Loustau |
| El partido fue abandonado en el minuto 67, cuando Brasil iba ganando por 1-0 luego de que Chile abandonara el partido cuando una bengala supuestamente golpeó al portero chileno Roberto Rojas en la cabeza, lo cual le había provocado una hemorragia y tuvo que salir en camilla. Pero una investigación de la FIFA descubrió que Rojas se había lesionado a sí mismo usando una navaja de rasurar que tenía escondida en uno de sus guantes. El 13 de septiembre, el partido terminó con victoria por 2-0 para Brasil, y Chile fue castigado con no jugar la clasificación para el próximo mundial. Rojas había sido vetado de por vida de toda competición de fútbol (el veto terminó en 2001), así como el entonces entrenador de la selección chilena, Orlando Aravena; el vicecapitán, Fernando Astengo, y el doctor de la selección chilena, Daniel Rodríguez. |            |                  |       |                                                                  |                                                                  |

## Estadísticas generales
| Selección | Ptos. | PJ | PG | PE | PP | GF | GC | Dif. |
| --------- | ----- | -- | -- | -- | -- | -- | -- | ---- |
| Brasil    | 7     | 4  | 3  | 1  | 0  | 13 | 1  | 12   |
| Uruguay   | 6     | 4  | 3  | 0  | 1  | 7  | 2  | 5    |
| Bolivia   | 6     | 4  | 3  | 0  | 1  | 6  | 5  | 1    |
| Chile     | 5     | 4  | 2  | 1  | 1  | 9  | 4  | 5    |
| Colombia  | 5     | 4  | 2  | 1  | 1  | 5  | 3  | 2    |
| Paraguay  | 4     | 4  | 2  | 0  | 2  | 6  | 7  | –1   |
| Ecuador   | 3     | 4  | 1  | 1  | 2  | 4  | 5  | –1   |
| Perú      | 0     | 4  | 0  | 0  | 4  | 2  | 8  | –6   |
| Venezuela | 0     | 4  | 0  | 0  | 4  | 1  | 18 | –17  |

## Repechaje intercontinental
| 15 de octubre de 1989 | Colombia     | 1-0 | Israel | Estadio Metropolitano, Barranquilla, Colombia |                            |
|                       | Usuriaga 73' |     |        | Árbitro(s): Michel Vautrot                    | Árbitro(s): Michel Vautrot |

| 30 de octubre de 1989 | Israel | 0-0 (Global 0-1) | Colombia | Ramat Gan Stadium, Ramat Gan, Israel                               |  |
|                       |        |                  |          | Asistencia: 31 004 espectadores Árbitro(s): Edgardo Codesal Méndez |  |

## Clasificados
| Bandera de Argentina               | Bandera de Uruguay      | Bandera de Brasil       | Bandera de Colombia                               |
| Argentina                          | Uruguay                 | Brasil                  | Colombia                                          |
| Campeón de la Copa Mundial de 1986 | Ganador del grupo 1     | Ganador del grupo 3     | Ganador del grupo 2 y la repesca intercontinental |
| Clasificado: 29/06/1986            | Clasificado: 24/09/1989 | Clasificado: 03/09/1989 | Clasificado: 30/10/1989                           |